# Wilhelm I. (Meißen)

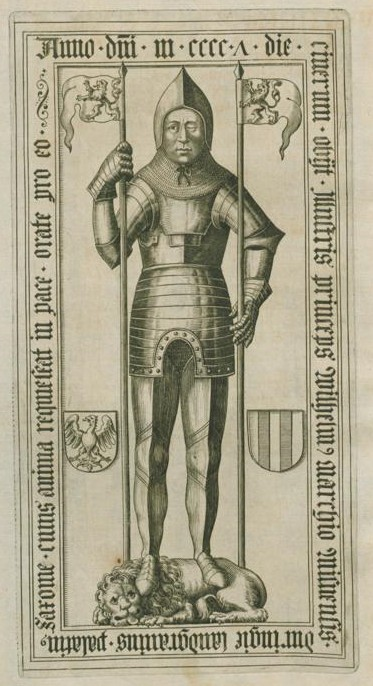

Wilhelm I., der Einäugige, (* 19. Dezember 1343 in Dresden; † 9. Februar 1407 auf Schloss Grimma) war Markgraf von Meißen. Sein Beiname hängt mit der Sage zusammen, der Heilige Benno sei ihm wegen seiner Streitigkeiten mit der Kirche im Traum erschienen und habe ihm ein Auge ausgestochen.

## Leben

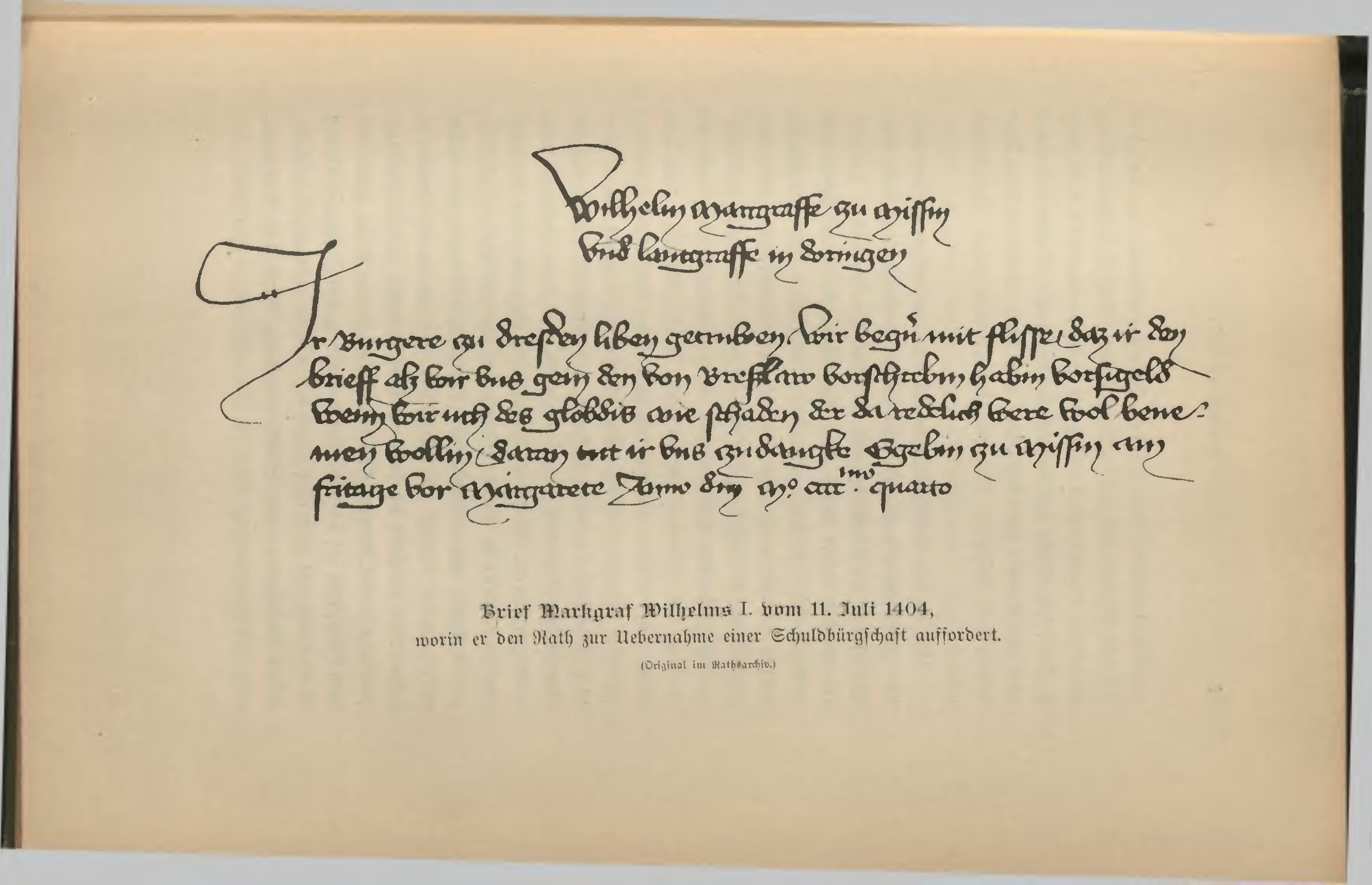
Brief Markgraf Wilhelms I. vom 11. Juli 1404, worin er den Rath von Dresden zur Übernahme einer Schuldbürgschaft auffordert

Wilhelm wurde als Sohn Friedrichs des Ernsthaften und der Mathilde von Bayern geboren. Er besaß und regierte die väterlichen Länder bis 1382 mit seinen älteren Brüdern gemeinsam und im Wechsel. Nachdem sein Bruder Friedrich 1381 verstorben war, vollzog er 1382 mit den übrigen Erben die so genannte Chemnitzer Teilung, bei der er die Markgrafschaft Meißen als Erbteil erhielt. Seit 1395 verwaltete er als Statthalter Jobsts von Mähren auch die Mark Brandenburg. 
Wilhelm war einer der tatkräftigsten wettinischen Fürsten, arbeitete klug an der Beseitigung der Machtbefugnisse kleinerer edelfreier Herrschaften im Inneren der Mark Meißen und an der Abwehr der böhmischen Luxemburger. Ferner erwarb er die Herrschaft Colditz, brachte die reichen Besitzungen der Burggrafen von Dohna, die er vertrieb (Dohnaische Fehde), an sich und war ein großer Gönner der Meißner Domkirche, deren Exemtion er mit Erfolg durchzusetzen half. Ende des 14. Jahrhunderts ließ er auf Schloss Rochlitz und Burg Mildenstein umfangreiche Neubauten im gotischen Stil errichten. 1401 erwarb er die ersten drei Weinberge in der Lößnitz, aus denen für die nächsten fast 500 Jahre das wettinische Hofweingut Hoflößnitz entstand. Im Jahr 1404 stiftete Wilhelm das Augustinerkloster in Dresden und stattete es mit Besitz aus.
Infolge der hohen Ausgaben des Markgrafen, die u. a. durch die Eroberung der Burg Dohna entstanden, wurden jedoch auch Land und Bevölkerung in hohem Maße belastet. Neben besonderen Steuererhebungen war eine zunehmende wirtschaftliche Verschlechterung durch erhebliche Verringerung des Silbergehalts der ausgebrachten Münzen der wettinischen Hauptmünzstätte die Folge. Erst 1412 gelang es Friedrich dem Streitbaren, die Währung wieder zu stabilisieren.
Wilhelms erste Gemahlin war Elisabeth von Mähren († 1400), nach deren Tod er sich in zweiter Ehe mit Anna von Braunschweig-Göttingen (1387; † 27. Oktober 1426) vermählte. Beide Ehen blieben kinderlos, worauf sein Erbe an seine Neffen Friedrich den Friedfertigen, Friedrich den Streitbaren und Wilhelm den Reichen fiel.